# Secrétariat d'État à l'Économie sociale (Espagne)
Le secrétariat d'État à l'Économie sociale d'Espagne (en espagnol : Secretaría de Estado de Economía Social) est le secrétariat d'État chargé de l'économie sociale.
Il relève du ministère du Travail et de l'Économie sociale.

## Missions

### Fonctions
Le secrétariat d'État à l'Économie sociale est l'organe supérieur du ministère du Travail et de l'Économie sociale auquel il revient de proposer et mettre en œuvre la politique gouvernementale en matière d'économie sociale et de responsabilité sociale des entreprises.

### Organisation
Le secrétariat d’État s'organise de la manière suivante : 
- Secrétariat d'État à l'Économie sociale (Secretaría de Estado de Economía social) ;
  - Commissariat spécial pour l'Économie sociale ;
    - Bureau technique ;

  - Direction générale de l'Économie sociale et de la Responsabilité sociale des entreprises ;
    - Sous-direction générale de l'Économie sociale et de la Responsabilité sociale des entreprises ;
    - Délégation spéciale pour le développement de l'économie sociale ;

  - Cabinet ;
  - Conseil pour le développement de l'économie sociale ;
  - Conseil national de la responsabilité sociale des entreprises.

## Titulaires
| Titulaire | Titulaire                   | Début      | Fin         | Parti | Ministre     |
| --------- | --------------------------- | ---------- | ----------- | ----- | ------------ |
|           | María Amparo Merino Segovia | 29/11/2023 | En fonction | Sans  | Yolanda Díaz |